# Teje (król)
Teje albo Tiju – znany wyłącznie z imienia władca Dolnego Egiptu z okresu predynastycznego (koniec IV tysiąclecia p.n.e.). Imię jego widnieje jako czwarte z kolei w najwyższej linii kamienia z Palermo, bazaltowej steli zawierającej roczniki od czasów mitycznych do V dynastii, po Chaju a przed Czeszem. Nie został potwierdzony w żadnym innym źródle. Jego panowanie jest zatem podważane - możliwe, że był jedynie postacią mityczną lub nawet całkowicie zmyśloną.

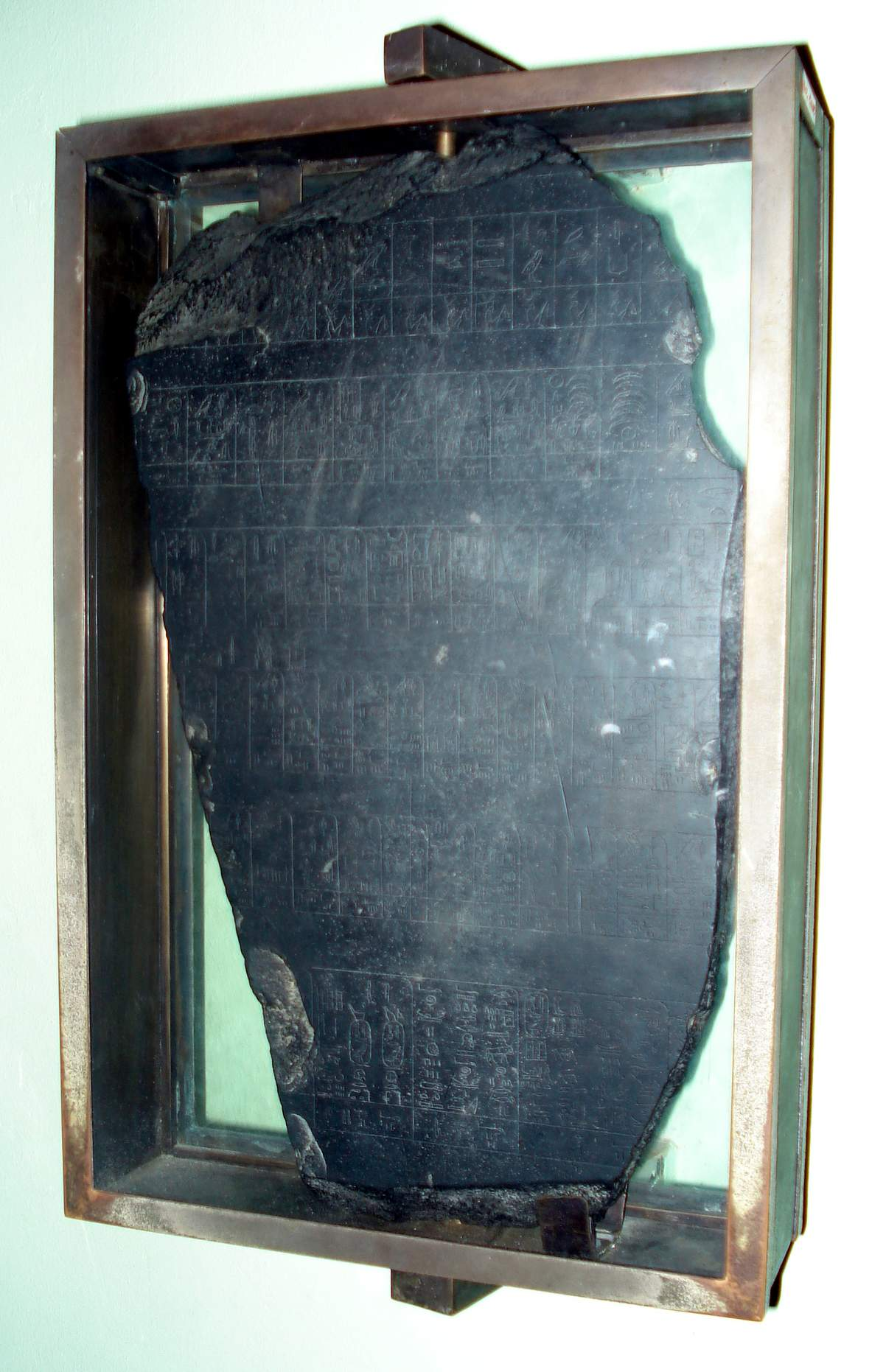
Kamień z Palermo

 Jego imię można przetłumaczyć jako uciskający lub odzwierciedlenie.